# Olympische Winterspiele 2006/Teilnehmer (Algerien)
| Gelbes Symbol für Goldmedaillen mit stilisierten Olympischen Ringen | Graues Symbol für Silbermedaillen mit stilisierten Olympischen Ringen | Braundes Symbol für Bronzemedaillen mit stilisierten Olympischen Ringen |
| ------------------------------------------------------------------- | --------------------------------------------------------------------- | ----------------------------------------------------------------------- |
| —                                                                   | —                                                                     | —                                                                       |

Algerien nahm an den Olympischen Winterspielen 2006 im italienischen Turin mit zwei Athleten teil. Das Land konnte keine olympische Medaille erringen.

## Flaggenträger
Christelle Laura Douibi trug die Flagge Algeriens während der Eröffnungsfeier, der Skilangläufer Noureddine Bentoumi trug sie bei der Abschlussfeier.

## Teilnehmer nach Sportarten

### Ski Alpin
- Christelle Laura Douibi
Abfahrt: 40. Platz (2:09,68 min)
Super-G: 51. Platz (1:43,54 min)

### Ski Nordisch
- Noureddine Bentoumi
50 km Freistil: nicht beendet